# Clock Cleaners
Clock Cleaners (Limpiadores de relojes en Hispanoamérica y España) es un cortometraje animado estadounidense de 1937 producido por Walt Disney Productions y lanzado por RKO Pictures. La caricatura sigue a Mickey Mouse, el Pato Donald y Goofy  trabajando como conserjes en una alta torre de reloj. La película fue dirigida por Ben Sharpsteen y presenta música original de Paul J. Smith y Oliver Wallace. El elenco de voces incluye a Walt Disney como Mickey, Clarence Nash como Donald y Pinto Colvig como Goofy. Fue el corto número 97 de la serie de películas de Mickey Mouse que se estrenó, y el octavo de ese año.
Clock Cleaners es uno de los cortometrajes de Disney más aclamados por la crítica. En 1994, 1000 miembros del campo de la animación votaron a Clock Cleaners como la vigésima séptima caricatura más grande de todos los tiempos. Esta caricatura se estrenó dos meses antes que Snow White and the Seven Dwarfs (1937).

## Trama
A Mickey, Donald y Goofy se les asigna la tarea de limpiar una torre de reloj alta en una ciudad. Mickey está afuera limpiándose la cara con un trapeador montando en el segundero. Goofy está dentro del edificio limpiando los dientes del engranaje con un cepillo de dientes grande. Donald (cantando "Hickory Dickory Dock") comienza a trapear el resorte principal, ignorando varias señales de advertencia. Atrapa la fregona y la suelta.
Mientras tanto, Mickey, que ahora limpia el interior del reloj, se encuentra con una cigüeña dormida que intenta sacar sin éxito. Mientras arroja a la cigüeña fuera de la torre, esta vuelve a entrar y arrebata a Mickey, llevándolo como si fuera un bebé, luego lo suelta antes de volver a entrar, dejándolo colgando de una cuerda mientras el agua del balde cae sobre su cabeza.
De vuelta al interior, Donald está colocando el resorte real en su lugar con un mazo, pero le cuesta colocar la última pieza en su lugar. El extremo suelto del resorte golpea a Donald y cuando le grita, el resorte responde con un eco de sus palabras. Después de una breve discusión, Donald pierde los estribos y golpea el resorte con el mazo, pero lo devuelve y lo derriba. A Donald se le atasca la cabeza en un engranaje del eje del volante y, cuando finalmente se libera, la oscilación hace que su cuerpo siga moviéndose.
Ahora afuera, Goofy, cantando "Asleep in the Deep", está limpiando la campana exterior. Mientras limpia el interior de la campana, se vuelven las 4:00 p. m., lo que hace que dos estatuas mecánicas salgan del interior de la torre y toquen la campana tocándola por turnos, un total de cuatro veces. La primera figura, que representa al Padre Tiempo, se acerca sin que Goofy se dé cuenta. Cuando suena la campana con Goofy adentro, su cabeza vibra violentamente y se sienta. Antes de que haya recuperado la compostura, la estatua ha regresado a la torre, y luego mira a su alrededor con sospecha y dice "¡Ratones!" La segunda figura, que representa a la Estatua de la Libertad, toca el timbre desde el otro lado y vuelve a vibrar. Después del segundo timbre, Goofy está decidido a estar listo para la próxima vez. Cuando la campana suena por tercera vez, él salta y está listo para atacar, pero cuando ve que la estatua de la libertad viene por el cuarto toque, se disculpa como un idiota y se inclina. Pero luego, el brazo de la antorcha de la figura de Liberty cae y le da a Goofy un fuerte golpe en la cabeza, lo que lo deja aturdido por el amor. Mickey se alarma cuando ve que Goofy casi se cae y trata de salvarlo. En cada turno, Mickey apenas puede salvar a Goofy. Por fin, Goofy aterriza en un asta de bandera que lo envía a él y a Mickey a volar a través de una ventana hacia el reloj, aterrizar en el resorte principal que Donald finalmente logró volver a armar, deshaciendo todos los resortes nuevamente, luego los tres aterrizan en el mismo engranaje en el que Donald estaba atrapado antes, ritmo humorístico.

## Reparto
- Walt Disney como Mickey Mouse
- Clarence Nash como el Pato Donald
- Pinto Colvig como Goofy
- James MacDonald como la Primavera